# 双溜索乡
双溜索乡，是中华人民共和国四川省阿坝藏族羌族自治州黑水县曾经下辖的一个乡。

## 行政区划
双溜索乡撤销前下辖以下地区：
双溜索村、热十多村、俄瓜村、雷大碉村和大泽尔村。